# هوندا إتش إيه-420 هوندا جيت
هوندا إتش إيه-420 هوندا جيت (Honda إتش إيه-420 HondaJet) هي طائرة أعمال نفاثة خفيفة تنتجها شركة هوندا للطائرات في غرينزبورو، نورث كارولينا، الولايات المتحدة. بدأت المفاهيم الأصلية للطائرة في عام 1997 وتم الانتهاء منها في عام 1999. قامت أول رحلة طيران في 3 ديسمبر 2003، وحصلت على شهادة نوع إدارة الطيران الفيدرالية (FAA) في ديسمبر 2015، وتم تسليمها لأول مرة في نفس الشهر. بحلول نهاية عام 2021، تم تسليم 200 طائرة.
تحتوي الطائرة التي تتسع لسبعة إلى ثمانية مقاعد على جسم طائرة مركب وجناح من الألومنيوم ويتم تشغيلها بواسطة محركين توربينيين من نوع (جي إي هوندا HF120) مثبتين بشكل غير عادي على أبراج فوق الجناح. يمكن أن تصل إلى 420 عقدة (780 كم/س) بسرعة 1,400 nmi (2,600 كـم). حازت هوندا جيت على العديد من الجوائز في مجال تصميم الطائرات والابتكار.

## تطوير

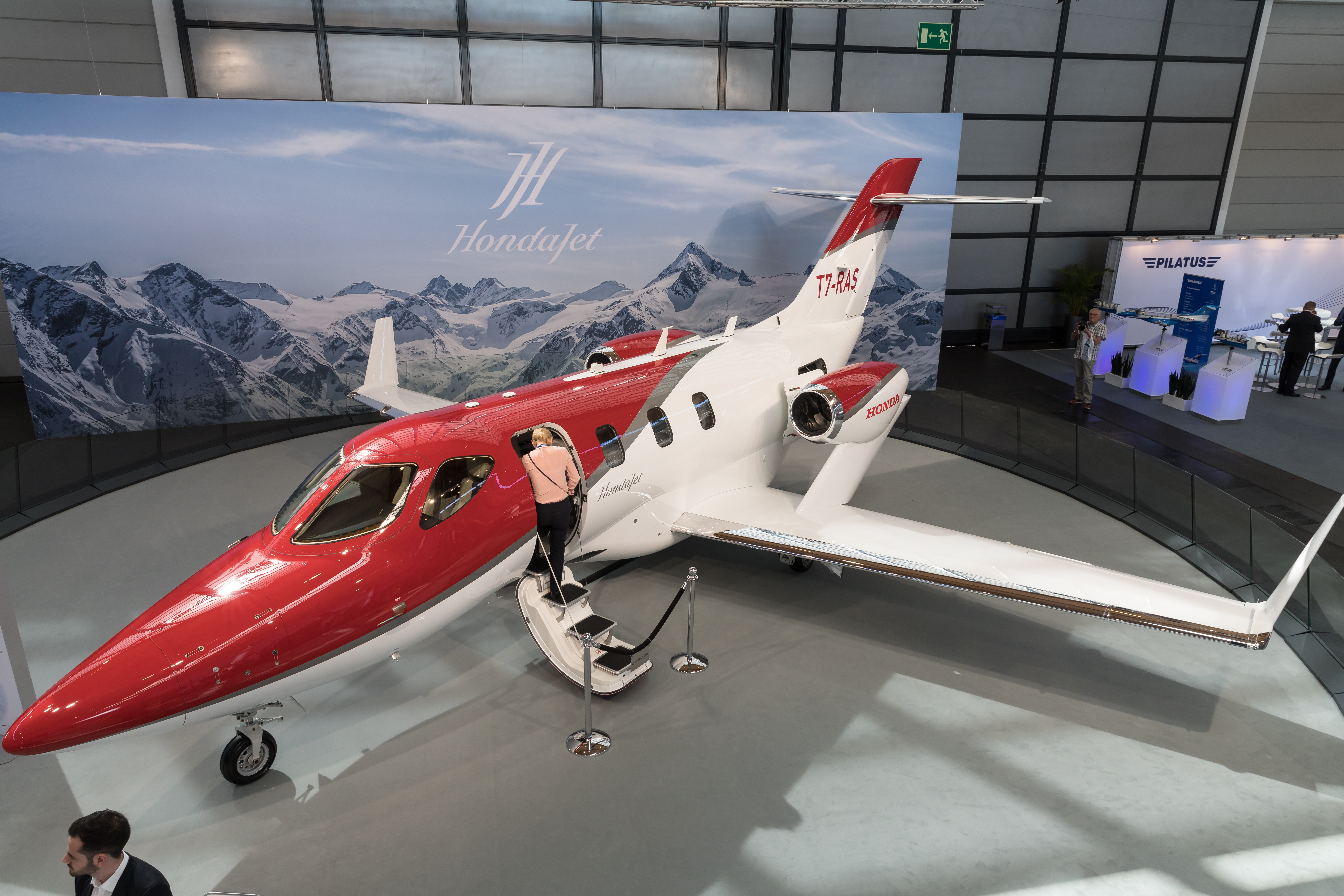
قامت إتش إيه-420 بأول رحلة لها في عام 2003، وحصلت على شهادة نوع FAA في عام 2015.

بدأت شركة هوندا في دراسة طائرات الأعمال الصغيرة في أواخر الثمانينيات، باستخدام محركات من شركات تصنيع أخرى. استخدمت المروحية التوربينية هوندا إم إتش01 بنية مركبة بالكامل، وتم تصنيع وتجميع هوندا إم إتش02 في مختبر أبحاث الطيران في جامعة ولاية ميسيسيبي في أواخر الثمانينيات وأوائل التسعينيات. كانت إم إتش02 نموذجًا أوليًا باستخدام مواد مركبة من ألياف الكربون / الإيبوكسي وكانت أول طائرة أعمال خفيفة مركبة بالكامل تطير. استمرت اختبارات الطيران على إم إتش02 حتى عام 1996، وبعد ذلك تم شحن الطائرة إلى اليابان.
بدأ المصمم ومؤسس الشركة، ميتشيماسا فوجينو، في رسم رسومات هوندا جيت في عام 1997، وتم ترسيخ المفهوم في عام 1999. وفقًا لفوجينو، فإن تصميم أنف هوندا جيت مستوحى من أحذية سالفاتور فيراغامو. أشار الاختبار في نفق بوينغ للرياح إلى وجود مفهوم صالح في عام 1999.
في أكتوبر 2000، أنشأت شركة (Honda R&amp;D Americas) منشأة أبحاث في مطار بيدمونت ترياد الدولي في غرينزبورو بولاية نورث كارولينا في 3 ديسمبر 2003، أجرت هوندا جيت أول رحلة تجريبية ناجحة لها في منشأة غرينزبورو. في هذه المرحلة، ظل التنفيذيون في شركة هوندا غير متأكدين مما إذا كان سيتم تسويق برنامج هوندا جيت أم لا. لفهم الإمكانات التجارية لـ هوندا جيت بشكل أفضل، عرضت فوجينو علنًا هوندا جيت لأول مرة في 28 يوليو 2005، في معرض EAA أيرفينتشر أوشكوش الجوي السنوي. اجتذب الظهور الأول اهتمامًا قويًا، وأقنع المديرين التنفيذيين لشركة هوندا بتسويق هوندا جيت، والتي أعلنت عنها شركة هوندا علنًا في أيرفينتشر العام التالي.
بعد أن أعلنت شركة هوندا عن تسويق هوندا جيت إتش إيه-420 في عام 2006، تم التخطيط للتسليم الأول في عام 2010. حققت هوندا جيت أول رحلة طيران لها في 20 ديسمبر 2010 حدثت أول رحلة طيران من إنتاج هوندا جيت الأول في 27 يونيو 2014، وتم عرضها في أيرفينتشر في ذلك العام في 28 يوليو. قامت أربع طائرات من طراز هوندا جيت باختبار 2500 ساعة طيران اعتبارًا من 2015 .
حصلت هوندا جيت على شهادة نوع مؤقتة من قبل إدارة الطيران الفيدرالية (FAA) في مارس 2015. وقد مكّن هذا من استمرار الإنتاج ورحلات توضيحية، بما في ذلك جولة هوندا جيت في اليابان وأوروبا في عام 2015. حصلت الطائرة على شهادة نوع إدارة الطيران الفيدرالية (FAA) في ديسمبر 2015، وحصلت على شهادة نوع الوكالة الأوروبية لسلامة الطيران (EASA) في مايو 2016. تم اعتماد هوندا جيت أيضًا في اليابان في ديسمبر 2018.
تتراوح تقديرات استثمارات هوندا في برنامج هوندا جيت من واحد إلى 1.5-2 مليار دولار.

### إنتاج

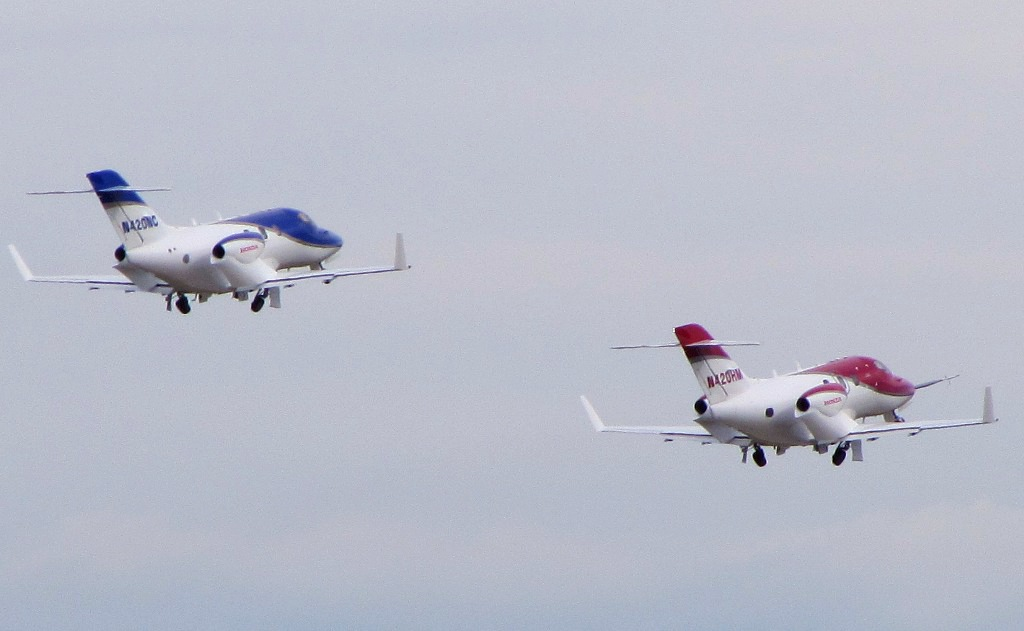
تشكيل هوندا جيت

تم بناء طائرات الإنتاج في مطار بيدمونت ترياد الدولي. بدأ بناء المصنع في عام 2007 واكتمل في أواخر عام 2011. في أوائل عام 2015، كان هناك 12 طائرة في مرحلة التجميع النهائي وخمسة أخرى في مراحل الإنتاج السابقة. تم إنتاج عشرين طائرة بحلول مايو 2015. وقدرت شركة هوندا أنها ستنتج 40 طائرة في أول عام كامل وما يصل إلى 60 طائرة كل عام بعد ذلك. حصل مصنع المحرك على الشهادة في مارس 2015.
سلمت هوندا أول طائرة للعميل في 23 ديسمبر 2015 في مقرها العالمي في غرينزبورو بولاية نورث كارولينا. تم تسليم أول طائرة هوندا جيت إلى تاجر طائرات أوروبي في أبريل 2016. حوالي 20٪ من أول 100 طائرة تم طلبها كانت موجهة للعملاء الأوروبيين، وفقًا للتغطية في أبريل 2016.
تخطط هوندا لزيادة الإنتاج إلى 80 وحدة سنويًا بعد مارس 2019. تم تسليم ستة عشر طائرة في الأرباع الثلاثة الأولى من عام 2016، ووصلت إلى معدل إنتاج يبلغ 36 طائرة في السنة. في عام 2017، تم إنتاج 15 طائرة في الربع الأول، والهدف السنوي هو ما بين 55 و 60 طائرة. بعد أن بدأت عمليات التسليم في أواخر عام 2015، سرعان ما أصبحت هوندا جيت واحدة من أكثر الطائرات مبيعًا في فئتها.
في يوليو 2019، بدأت شركة هوندا للطائرات في بناء مركز تجميع أجنحة جديد بمساحة 15.5 مليون دولار، 82000 قدم مربع في حرمها الجامعي. تم افتتاح المنشأة الجديدة، التي تهدف إلى تعزيز الإنتاج بكفاءة من خلال السماح بتجميع الأجنحة بشكل متزامن، في سبتمبر 2020.

### هوندا جيت إيليت

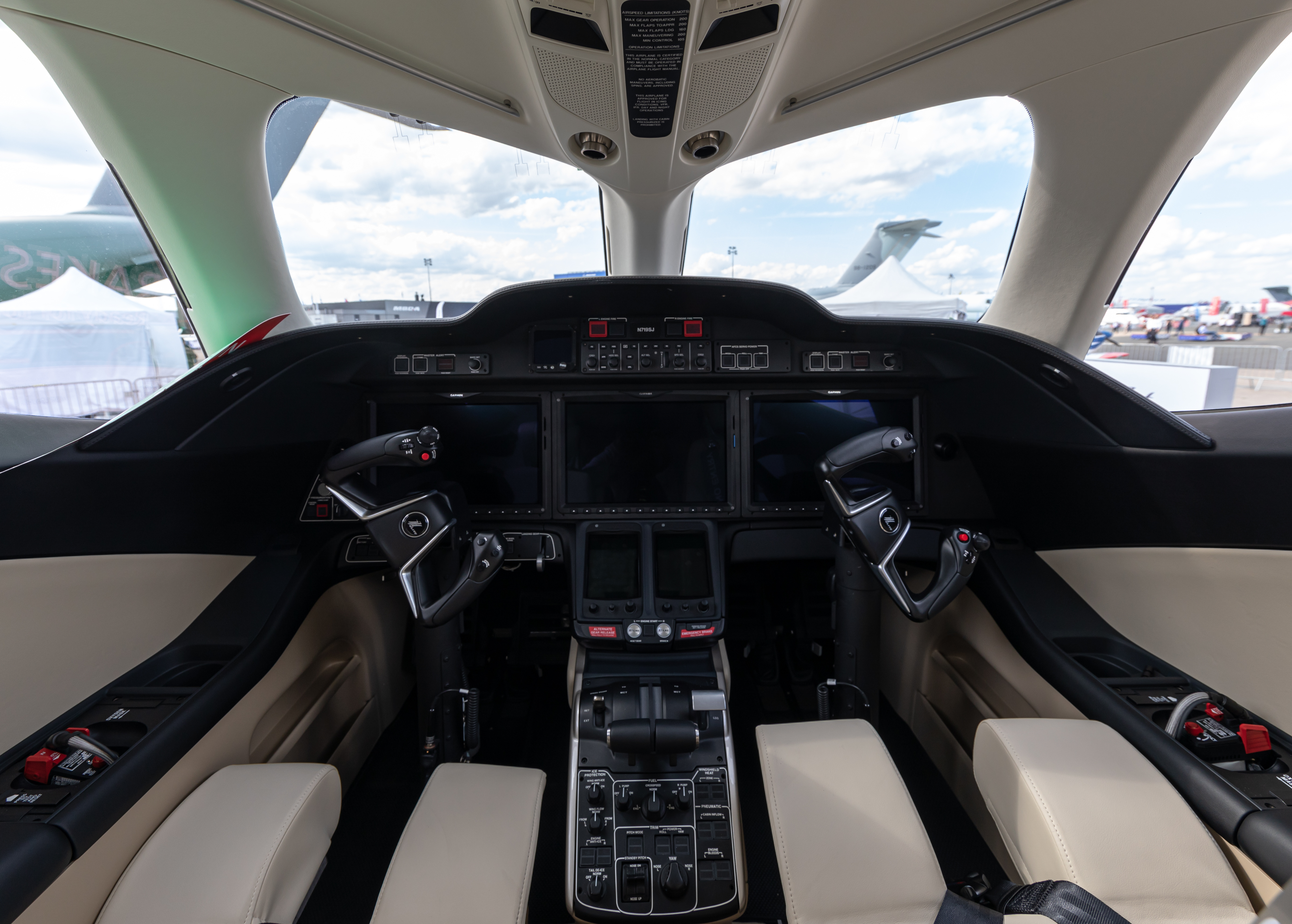
إتش إيه-420 Flightdeck

في مايو 2018، تم الكشف عن هوندا جيت إيليت بقيمة 5.2 مليون دولار (اعتبارًا من 2018)، مع غلاف أداء موسع، وتحسين المقصورة الداخلية وتحديث سطح الطيران. تم تعديل شهادة النوع من قبل FAA في 2 مايو 2018، وسرعان ما تبعتها الوكالة الأوروبية لسلامة الطيران (EASA). بدأت هوندا عمليات التسليم في 7 أغسطس 2018.
تمت زيادة سلطة مصعد إيليت لتقليل لفة الإقلاع بمقدار 500 إلى 3,491 قدم (152 إلى 1,064 م)، تقليل ميزة الإقلاع لـ سيسنا ستيشن إم2. تم زيادة النطاق بمقدار 214 إلى 1,437 nmi (396 إلى 2,661 كـم) مع خزان وقود إضافي وتحسينات الديناميكية الهوائية. يتم تمديد أطراف المثبت الأفقي قليلاً وشد فجوات المفصلات، مما يسمح بالتدفق النشط فوق المثبت بدون مولدات الدوامة الخاصة به. يعمل مدخل المحرك الجديد على تقليل الاهتزازات وضوضاء المقصورة، ويتلقى الحمام مقعدًا مربوطًا يسمح للراكب الخامس حتى مع المطبخ؛ تتضمن التحسينات في إلكترونيات الطيران مع سطح الطيران المستندة إلى غارمن جي3000 حسابات الإقلاع والهبوط (TOLD) وزاوية الحماية من الهجوم ووظيفة (Flight Stream 510).
تم زيادة حمولة إيليت بأكثر من 200 رطل (91 كـغ): 107 رطل (49 كـغ) من التخفيض بالوزن الخالي و 100 رطل (45 كـغ) من زيادة الوزن الأقصى للإقلاع، بينما 16 غال-أمريكي (61 ل) المزيد من خزان الوقود يملأ المساحة غير المستخدمة في جسم الطائرة الخلفي.
بوزن 9,500 رطل (4,300 كـغ) و ISA +3 درجة مئوية، تنطلق هوندا جيت إيليت في 0.676 أو 390 عقدة (720 كم/س) ماخ TAS، بينما يحترق 570 رطل (260 كـغ) في الساعة، أفضل من تنبؤات الكتاب.
في أكتوبر 2019، قدمت شركة طائرات هوندا أول طائرة من طراز هوندا جيت إيليت مهيأة للوسائل الطبية لاستخدامها في الإسعاف الجوي. في نفس الشهر، حلقت طائرة هوندا جيت إيليت إلى اجتماع الرابطة الوطنية لطيران الأعمال لعام 2019 باستخدام وقود طيران مستدام. أيضًا في عام 2019، حصلت هوندا جيت على شهادة النوع في الصين وكندا وتركيا. بحلول ذلك الوقت، كانت تكلفة وحدتها 5.28 مليون دولار أمريكي.
في عام 2020، حصلت هوندا جيت إيليت على شهادة الوكالة الأوروبية لسلامة الطيران (EASA) للمقاربات شديدة الانحدار (زوايا نزول تصل إلى 5.5 درجة)، وما يصل إلى 8 ركاب. في مايو 2021، تم رفع وزن الإقلاع الأقصى (MTOW) لـ إيليت S بمقدار 91 كغم (200 رطل). في عام 2022، كان سعر التجهيز 5.75 مليون دولار.

### هوندا جيت APMG
لتعديل بعض ترقيات هوندا جيت إيليت إلى ما قبل إيليت هوندا جيتs، تتوفر ترقية APMG (مجموعة تعديل الأداء المتقدمة) مقابل 250.000 دولار. يتضمن ذلك زيادة النطاق من 100 إلى 120 نانومتر، و 45 كـغ (99 رطل) زيادة وزن الإقلاع الأقصى (MTOW) وتقليل تشغيل الإقلاع بمقدار 135 م (443 قدم) حتى 1,064 م (3,491 قدم) ؛ ويتحقق ذلك من خلال تمديد يمتد بضع بوصات للطائرة الخلفية الأفقية، وإزالة أسوار الجناح ومولدات الدوامات. تتضمن ترقيات إلكترونيات الطيران حسابات الإقلاع والهبوط (TOLD)، وتوافق بوابة (Flight Stream 510) اللاسلكية، وقائمة مراجعة إلكترونية محسّنة، ومؤشر زاوية الهجوم على (PFD)، والأساليب المرئية. من ناحية أخرى، لا تتوفر ميزات هوندا جيت إيليت مثل خزان الوقود الإضافي أو تحسين الصوت لمدخل المحرك مع (APMG).

### هوندا جيت 2600
في 12 أكتوبر 2021، كشفت هوندا النقاب عن هوندا جيت (2600 Concept)، في (2021 NBAA Business Aviation Convention and Exhibition) حيث تم عرض نموذج بالحجم الطبيعي؛ مع مقصورة تتسع لـ 11 مقعدًا، فهي تقدم مجموعة من 2,625 nmi (4,862 كـم)، رحلة بحرية من 450 عقدة (830 كم/س) وسقف 47,000 قدم (14,000 م). ستكون الطائرة التي يتراوح سعرها ما بين 10 و 12 مليون دولار هي أطول طائرة رجال أعمال ذات طيار واحد، وستحافظ على تكوين هوندا جيت، الممتد من 42.6 إلى 57.8 قدم (13.0 إلى 17.6 م) ولها 56.7 قدم (17.3 م) جناحيها، 16 قدم (4.9 م) أكبر، لوزن إقلاع أقصى يبلغ 17,500 رطل (7,900 كـغ) و 3,300 قدم (1,000 م) مسافة الإقلاع، في حين أن المقطع العرضي لجسم الطائرة أكثر بيضاويًا مع ارتفاع 62.5 بوصة (1,590 مـم) الارتفاع. مع مقعد مزدوج للنادي، فإن مفهوم هوندا جيت 2600 مصمم لاختبار السوق لتقييم الطلب قبل اتخاذ قرار بإطلاق البرنامج.

## تصميم

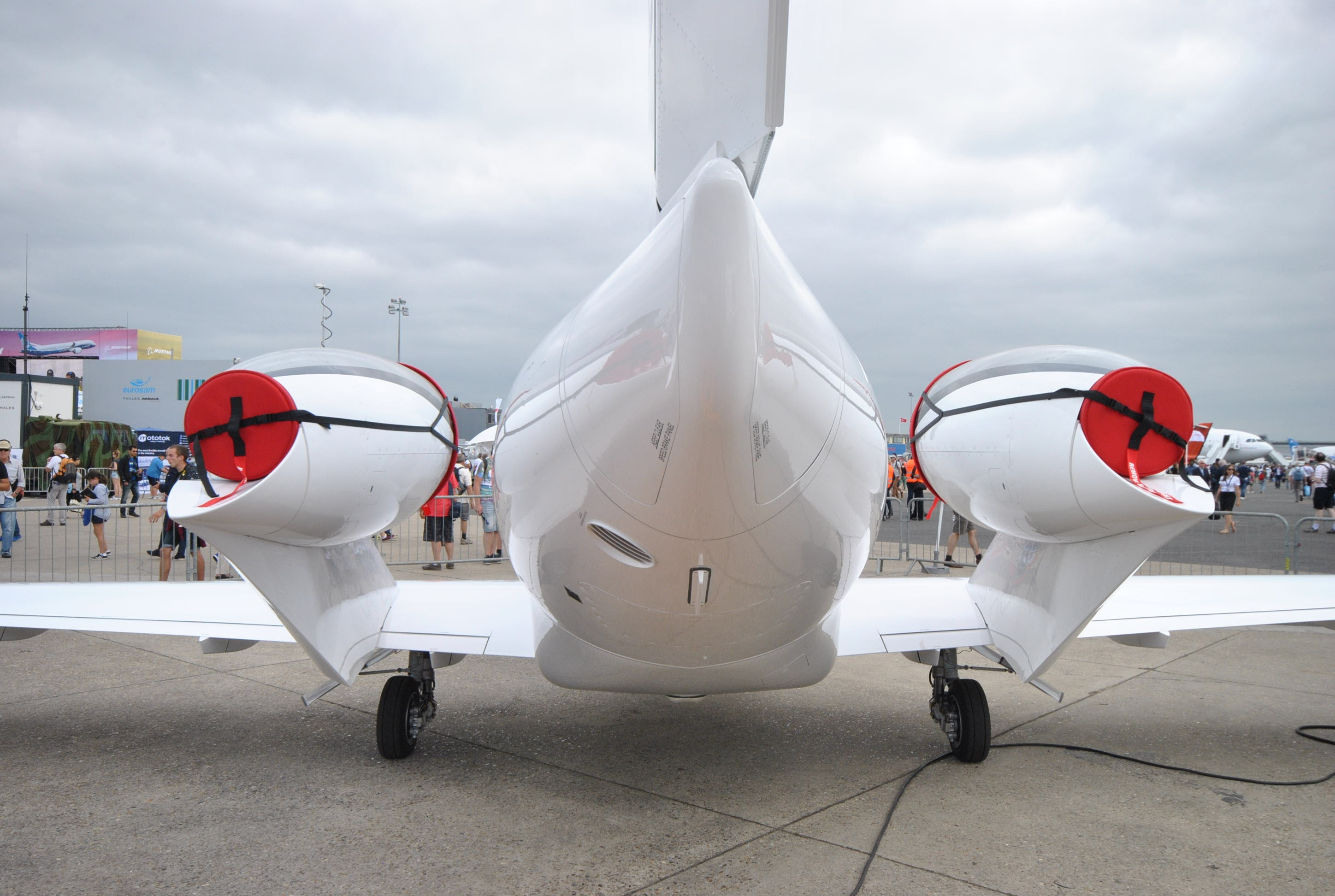
منظر خلفي لتكوين محرك الطائرة المليء بالأجنحة

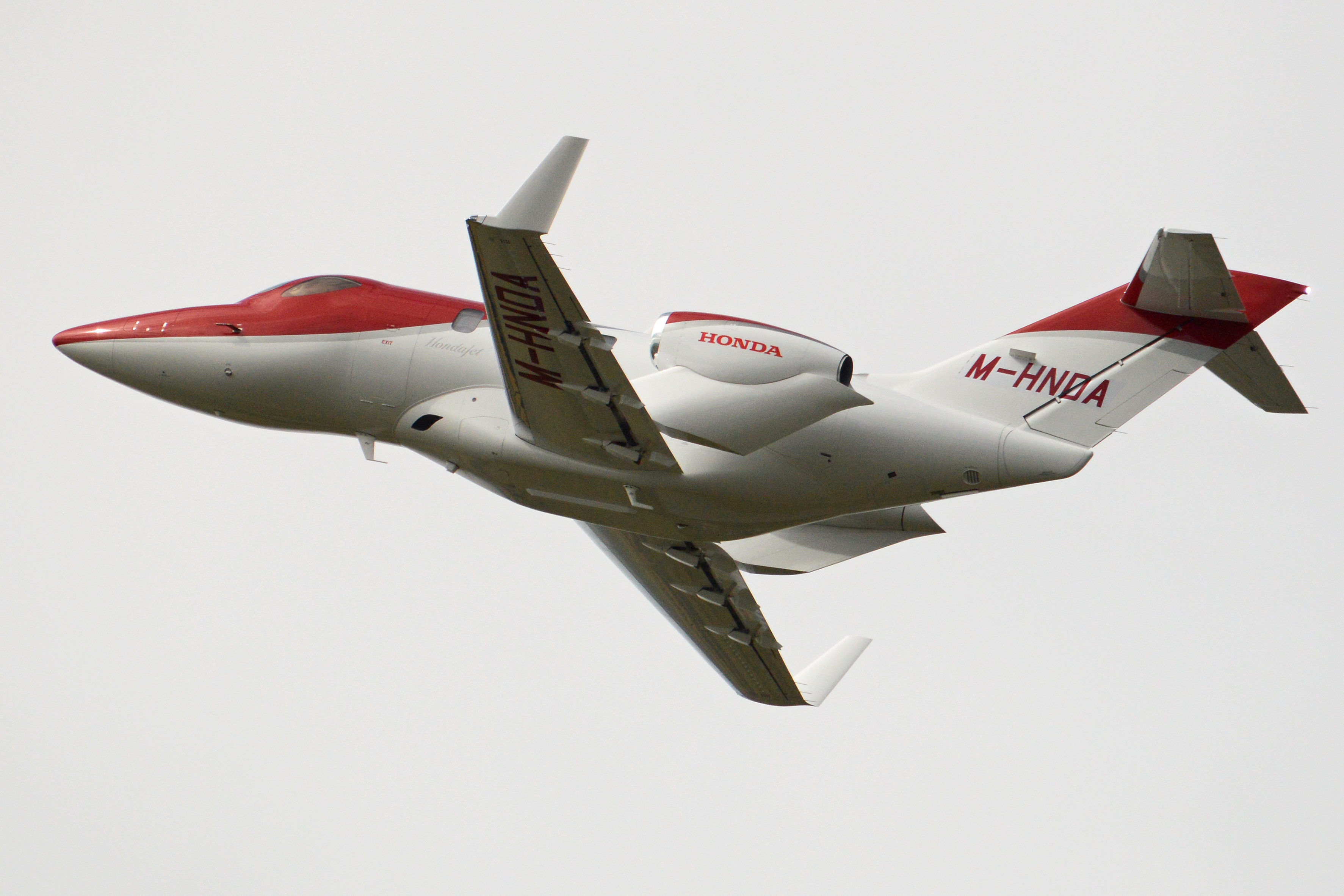
إظهار الجناح شبه المستقيم

هوندا جيت هي طائرة أحادية السطح منخفضة الجناح تستخدم جسم الطائرة المركب وجناح الألومنيوم. إنه ينتمي إلى فئة الطائرات الخفيفة جدًا.
يستخدم محركين مثبتين على أبراج فوق الجناح، وهو تكوين يسمى (Over-The-Wing Engine Mount)، أو (OTWEM)، بواسطة شركة طائرات هوندا. يعمل هذا التكوين على زيادة مساحة المقصورة إلى الحد الأقصى عن طريق إزالة الهيكل المطلوب لتركيب المحركات في الجزء الخلفي من جسم الطائرة. تم استخدام تكوين محرك فوق الجناح مماثل في السبعينيات على في إف دبليو-فوكر 614، لكنه حد من سرعة الطائرة بسبب التداخل بين المحرك والجناح. هذا، إلى جانب الفشل التجاري الشامل لـ في إف دبليو-فوكر 614، جعل التكوين فوق الجناح لا يحظى بشعبية لدى مصممي الطائرات. لتجنب هذه المشكلات، استخدم مصمم هوندا جيت تحليل الكمبيوتر واختبار نفق الرياح للعثور على الموضع الأمثل لوضع المحرك أعلى الأجنحة، والذي تم تحديده بنسبة 75 بالمائة من وتر الجناح. يتم وضع محركات هوندا جيت بطريقة تجعل تدفق الهواء فوق الجناح متراكبًا مع تدفق الهواء حول المحرك لتقليل سحب الموجة بسرعة عالية. يسمي مصمم هوندا جيت هذا «التدخل الإيجابي». لم يقضي هذا التكوين على المشكلات المرتبطة بتركيبات المحرك السابقة على الجناح فحسب، بل أدى في الواقع إلى تقليل سحب الموجة مقارنةً بالتكوين التقليدي المثبت على جسم الطائرة الخلفي. غالبًا ما يُطلق على تكوين (OTWEM) اسم الميزة الأكثر غرابة في هوندا جيت.
تم تصميم الأنف والجناح للتدفق الرقائقي، ولجسم الطائرة الرئيسي شكل جانبي ثابت، مما يجعل التمدد في نهاية المطاف أسهل. تم تحقيق الجمع بين وضع المحرك والجناح وجسم الطائرة باستخدام المحاكاة الحاسوبية وأنفاق الرياح. هوندا جيت لديها دراجة ثلاثية العجلات قابلة للسحب مع كل من معدات الهبوط الرئيسية والأنف بعجلة واحدة.
تعمل الطائرة بمحركين توربيني توربيني جي إي هوندا (HF120)، تم تطويرهما مع جنرال إلكتريك للطيران في إطار شراكة جي إي هوندا. بدأت هوندا في تطوير محركها التوربيني الصغير الخاص بها، (HF118)، في عام 1999، مما أدى إلى (HF120). تم اختبار (HF120) على طائرة (Cessna Citation CJ1). يتميز المحرك بمروحة واحدة، وضاغط من مرحلتين، وتوربينات ذات مرحلتين. حصلت جي إي هوندا (HF120) على شهادة نوع إدارة الطيران الفيدرالية (FAA) في 13 ديسمبر 2013،  وشهادة الإنتاج في عام 2015.
تدعي شركة هوندا أن الجمع بين المواد خفيفة الوزن والديناميكا الهوائية والمحركات الفعالة أعطى هوندا جيت كفاءة وقود أفضل بنسبة تصل إلى 20٪ من الطائرات المماثلة. في عام 2019، أفادت الأعمال والطيران التجاري أنه مقابل 1,000 nmi (1,852 كـم) مهمة 4 ركاب هوندا جيت إيليت يستخدم 1,872 رطل (849 كـغ) من الوقود مقارنة بـ 1,919 رطل (870 كـغ) (3 ٪ أكثر) لـ Phenom 100EV و 2,018 رطل (915 كـغ) (8 ٪ أكثر) للاقتباس M2؛ مقابل 300 nmi (556 كـم) مهمة تصبح الأرقام 679 رطل (308 كـغ)، 753 رطل (342 كـغ) (11 ٪ أكثر)، و 804 رطل (365 كـغ) (18 ٪ أكثر) على التوالي.

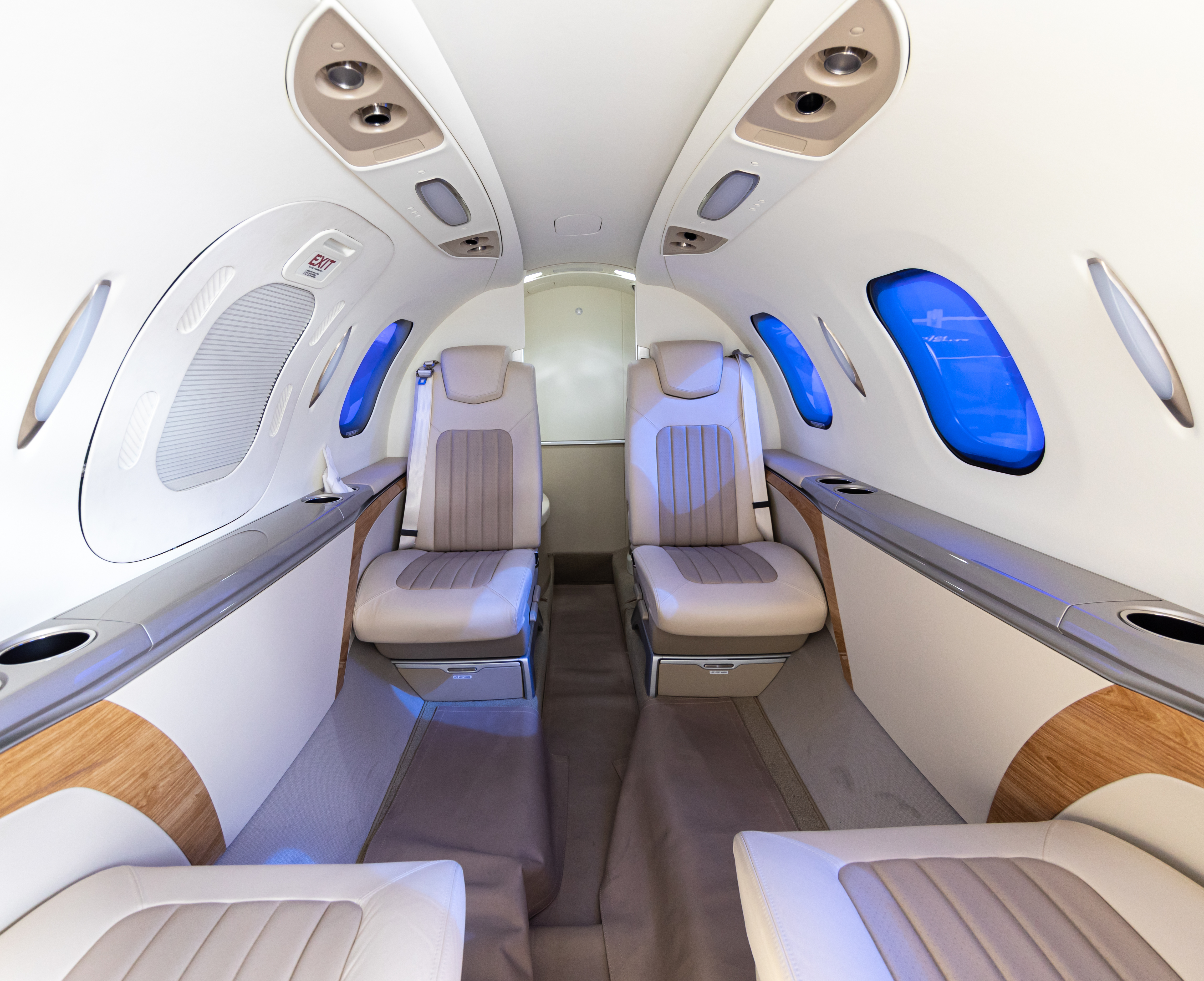
مقاعد مقصورة هوندا إتش إيه-420

الأبعاد الداخلية 17.80 ft (5.43 m) طولًا، 5.00 ft (1.52 m)) ارتفاعًا، 4.83 ft (1.47 m) ارتفاعًا، بينما المقصورة 12.1 قدم (3.7 م) مترًا بجانب المرحاض المغلق. إجمالي الحجم الداخلي 324 قدم3 (9.2 م3) ، وسعة الأمتعة 66 قدم3 (1.9 م3). تم تجهيز الطائرة بشاشة لمس 3 شاشات غارمن جي3000 نظام قمرة القيادة الزجاجي.

### الجوائز
حازت ميتشيماسا فوجينو على جائزة (Vision Business & Commercial Aviation - Vision (2008))، و (المعهد الأمريكي للملاحة الجوية والفضائية (AIAA) - جائزة تصميم الطائرات (2012))، و SAE International - كلارنس ليونارد "كيلي" جونسون Aerospace Vehicle Design and Development Award (2013))، جائزة ICAS لعام 2014 للابتكار في علم الطيران لقيادة التصميم، جائزة زعيم صناعة الطيران الحية في العام، بالإضافة إلى (2021 AIAA Reed Aeronautics) جائزة.
تم تضمين هوندا جيت في تقرير Robb - Best of the Best : Business Jets (2007)،  في أسبوع الطيران وتكنولوجيا الفضاء - Techs To Watch (2010)، في 2014 "Best of What's New" لمجلة بوبيولار ساينس، The Flying Magazine - Flying جائزة الابتكار في عام 2017، وجوائز AIN 2021 "Top Flight". حصلت شركة هوندا للطائرات على جائزة مؤسسة المعهد الأمريكي للملاحة الجوية والفضائية (AIAA) للتميز في عام 2018.

## التاريخ التشغيلي
هوندا جيت لديها محدد ICAO HDJT. اعتبارًا من ديسمبر 2021، سجلت 200 طائرة من طراز هوندا جيت في الخدمة 98000 ساعة مع موثوقية إرسال بنسبة 99.7٪.
كان إتش إيه-420 متورطًا في حادث فقدان بدن واحد دون وقوع إصابات.

## المواصفات (النخبة)
- طاقم: 1-2
- السعة: 7 occupants (8 in Europe[106]), crew included
- طول: 42 قدم 7 in (12.99 m)
- باع الجناح: 39 قدم 9 in (12.12 m)
- ارتفاع: 14 قدم 11 in (4.54 m)
- الوزن الأقصى للإقلاع: 10,701 lb (4,854 kg) [107]
- الضغط: 8.8 psi (0.61 bar)[108]
- أرتفاع المقصورة: 4.83 قدم (1.47 متر)[109]
- عرض المقصورة: 5.00 قدم (1.52 متر)[86]
- المحركات: 2 × جي إي هوندا HF120  [لغات أخرى]‏ محرك عنفي مروحي، 2,050 lbf (9.1 kN) thrust each

أداء
- سرعة العبور: 422 kn (486 ميل ساعة، 782 كم/ساعة) FL300
- مدى: 1,437 nmi (1,653 mi, 2,661 كم) NBAA fuel reserve قواعد الطيران الآلي Range with 4 occupants
- سقف الخدمة: 43,000 قدم (13,000 متر)
- معدل التسلق: 4,100 قدم/دقيقة (21 متر/s)
- حرق الوقود خلال طيران عالي السرعة: 999 lb/h (453 kg/h) at 419 kn TAS at FL330[59]
- حرق الوقود خلال طيران طويل المدى: 543 lb/h (246 kg/h) at 360 kn TAS at FL430[59]

## التسليم
تباطأت عمليات التسليم في 2018 بسبب مزيج من الانتقال إلى هوندا جيت إيليت، وتوقيت تسليم الأسطول وجداول العملاء. في عام 2020، تباطأوا مرة أخرى بسبب وباء COVID-19.

## روابط خارجية
- الموقع الرسمي
- "HondaJet Elite". مؤرشف من الأصل في 2022-10-13.
- "HondaJet Specifications". Honda. مؤرشف من الأصل في 2022-12-06.
- Michimasa Fujino, Honda R&D Americas (2004). "Development of the HondaJet" (PDF). International Council of the Aeronautical Sciences. مؤرشف من الأصل (PDF) في 2023-04-14.